# Esther Kooiman
Pour les articles homonymes, voir Whites et Kooiman.
Esther Kooiman, née le 8 novembre 1968 à 's-Gravendeel (Pays-Bas), est une militante écologiste franco-néerlandaise.
Sous le pseudonyme de Zara Whites, elle mène, de 1989 à 1992, une courte mais remarquée carrière d'actrice pornographique et érotique. Depuis cette période, elle se consacre au militantisme écologiste et humaniste et s'engage dans l'action politique en France.
Elle raconte sa vie dans deux livres autobiographiques : Ma vie et mes fantasmes (1992) et Je suis Zara Whites mais je me soigne (2006).

## Biographie

### Famille et débuts
Esther Kooiman est l'ainée d'une fratrie de quatre enfants[réf. souhaitée]. Un moment secrétaire dans un cabinet dentaire[réf. souhaitée], elle travaille ensuite comme barmaid, puis hôtesse dans un célèbre club pour hommes de Rotterdam, le White's,
En 1989, alors inscrite à l'agence de mannequinat néerlandaise « Véronique », elle obtient un engagement en Italie comme ragazza cin cin (danseuse nue) pour le programme de télévision Colpo Grosso (it),.

### Carrière cinématographique
Esther Kooiman se fait remarquer par l'acteur de films X et producteur italien Rocco Siffredi[réf. souhaitée] qui la fait débuter dans le film Ultimate Workout réalisé par John Stagliano. Elle prend alors le pseudonyme de Zara Whites, en référence au club où elle a débuté.
En 1990, elle fait ses débuts aux États-Unis dans l'industrie cinématographique pour adultes dans la vidéo The Challenge, réalisée par Bruce Seven. En 1991, elle s'envole pour Paris et travaille en tant que call girl. Elle apparait également en photos dans les magazines tels que Playboy (bien que les photos, en février 1992, n'aient été publiées que dans l'édition néerlandaise) ou Penthouse (où elle a fait ses débuts en mars 1990 comme « Amy Kristensen ») et apparaît à la couverture du magazine Hustler en avril 1991.
Rapidement, elle devient une vedette du cinéma pornographique avec son rôle dans le film Rêves de cuir, et sera distinguée à cette occasion par un Hot d'Or.
En 1992, elle s'installe en France, met un terme à sa carrière dans le X et fonde une famille. Elle raconte cette période de sa vie dans son premier livre, Ma vie et mes fantasmes (1992), où elle assume totalement ses choix de vie, et sa bisexualité.
Par la suite, elle ne tournera plus que dans quelques téléfilms érotiques de la série Joy, diffusés sur M6. En 1998, elle paraît une dernière fois dans un film X lesbien, La dresseuse, d'Alain Payet.
Toutefois, en 2011, le producteur et réalisateur italien Mario Salieri s'inspire de son histoire pour le film Divina, dans lequel elle joue son propre rôle (en particulier sur scène en concert).
Elle ne tire aucun revenu de son passé d'actrice de films X : rémunérée au cachet, elle ne bénéficie pas de l'exploitation commerciale des films auxquels elle a participé.

### Militante pour le végétarisme et la défense de la cause animale
À partir de 2002, Esther Kooiman, devenue mère, découvre le végétarisme et sa personnalité évolue profondément. Elle publie alors une seconde autobiographie : Je suis Zara Whites mais je me soigne (2006), qui exprime sa double personnalité et concrétise un retour sur elle-même.  
Le 30 juin 2006, elle passe dans l'émission C trop bon sur France 2, présentant la cuisine végétarienne.[réf. souhaitée]
La même année, à la suite de la lecture du livre Les dernières heures du Soleil ancestral de Thom Hartmann (en), elle s'engage pour la défense de la cause animale, notamment au sein de l'association People for the Ethical Treatment of Animals (PETA). 
Début 2007, elle pose vêtue d'une robe longue composée de laitue pour l'action de PETA « Passez en mode végétarien ». 
Le 7 mars 2007, lors d'une action de PETA devant le Salon international de l'agriculture à Paris, elle manifeste contre la souffrance animale et pour le végétarisme, en posant presque nue et couverte de faux sang, emballée dans de la cellophane,. 
Le 12 août 2007, elle participe à l'action de PETA « Bronzez sans cruauté » contre les produits cosmétiques testés sur les animaux. La même année, elle devient présidente de l'association Comité radicalement anticorrida (CRAC) et organise diverses manifestations en France et en Espagne.
Devenue fervente militante de la cause animale, elle participe à plusieurs grandes manifestations à Paris dont la Veggie Pride 2007 et 2011, avant de préparer un happening à Rotterdam en faveur du végétarisme pour PETA Europe.

### Engagement en politique
En 2011, Esther Kooiman devient secrétaire nationale de l'Alliance écologiste indépendante.
En 2012, elle crée sa propre association, LINK, pour faire comprendre le lien entre le comportement alimentaire humain et ses conséquences sur la vie animale.
En 2017, lors des élections législatives, elle se présente dans la huitième circonscription des Yvelines pour l'Alliance écologiste indépendante. À l'issue du premier tour, elle recueille 1,61 % des voix. Cette candidature n'a pas de suite.

### Vie privée
Esther Kooiman a la double nationalité française et néerlandaise[réf. nécessaire]. Elle a été, un temps, la compagne de l'acteur et producteur italien Roberto Malone. Depuis 2011, elle vit en couple avec un ex-candidat écologiste indépendant[source insuffisante]

## Filmographie sélective

### Cinéma
- Challenge (1989)
- House of Dreams (1990)
- Secrets (1990) d'Andrew Blake avec Rocco Siffredi, Ashlyn Gere, Peter North, Samantha Strong
- Model Wife (1990) de Fred J. Lincoln et Patti Rhodes-Lincoln
- Buttman's Ultimate Workout (1990)
- Anal Nation 1(1990)
- Kiss It Goodbye (1991)
- Mark of Zara (1991)
- Rêves de Cuir (1991) avec Deborah Wells, Christophe Clark, Carole Tennessy
- Zara's Revenge (1991)
- Titillation 3 (1991)
- Wicked Fascination (1991)
- Heavy Petting (1991)
- Taste of Zara Whites (1992)
- Curse of the Cat Women (1992)
- Bad Girls 2
- Gorgeous
- Viva Italia!
- L'intesa

### Télévision
- Joy in Love (collection de téléfilms érotiques) (1992)
  - Joy à Hong-Kong
  - Joy en Afrique
  - Joy à San Francisco
  - Joy à Moscou
  - Joy chez les pharaons (1993)

## Publications
- Zara Whites, Ma vie et mes fantasmes, ALTA, 1992, 220 p.  (ISBN 2709611473)
- Zara Whites, Je suis Zara Whites mais je me soigne, Jean-Claude Gawsewitch, 2006, 220 p.  (ISBN 2350130541)

## Distinctions
- 1992 : Hot d'Or de la meilleure actrice étrangère pour Rêves de cuir.[réf. souhaitée]
- 1994 : Hot d'or d'honneur.[réf. souhaitée]
- 1995 : X Award européen du meilleur CDX pour Zara Whites' double Xperience[réf. souhaitée]